# SB20
SB20 — быстроходная трех-четырех местная спортивная яхта (монотип) с парусным вооружением. Создана по проекту конструктора спортивных парусных судов Тони Кастро. Изначально назывался Laser SB3, производился и продвигался компанией «LaserPerformance Ltd» по лицензии дизайнера. В 2012 году лицензия истекла, и класс был переименован. К 2018 году построено более 1000 яхт, активный флот — более 600 яхт.
Корпус лодки изготовлен из стеклопластикового сэндвича, который используется для легендарного олимпийского класса Laser. Грот и стаксель изготовлены из материала X-Ply Mylar фирмой Hyde. Оба паруса имеют радиальный крой и простроченные швы, что повышает их долговечность и прочность. На гроте имеются одна сквозная и три коротких латы. Большие окна на гроте и стакселе обеспечивают хороший обзор. Яхта также оснащена геннакером, который несется при помощи выдвижного бушприта. При свежем ветре яхта может глиссировать на попутных курсах, развивая скорость до 20 узлов (37 км/ч). Жесткая конкуренция во время гонок обеспечивается требованием единой конструкции корпуса, оснастки и парусов, а также запретом на использование дорогостоящих дополнительных приспособлений. Ограничение на суммарный вес экипажа в 270 кг и запрет использования трапеций в откренивании гарантируют участникам равные условия.
На 2017 год действовало более 10 национальных ассоциаций класса SB20, самая представительная — в Великобритании. На 2017 год российская ассоциация насчитывала 25 яхт. В мире проводится ряд соревнований в этом классе, включая национальные чемпионаты, чемпионат Европы и мира. В 2012 году чемпионат Европы выиграл российский экипаж в составе: Родион Лука, Олег Жеребцов, Анна Степанова и Андрей Клочко. Основной флот SB20 в России сконцентрирован в Санкт-Петербурге, где проводятся все соревнования внутреннего календаря. Есть яхты в Москве и Калининграде и городе Екатеринбурге.

## Чемпионаты мира
- 2008 Дублин, Ирландия
- 2009 Кашкайс, Португалия
- 2010 Торболе, Италия
- 2011 Торки, Англия
- 2014 Санкт-Петербург, Россия

## Чемпионаты в России
- 2012—2017 годы — Санкт-Петербург